# 富爾奈斯火山
富爾奈斯火山（法語：Piton de la Fournaise，法語發音：[pitɔ̃ də la fuʁnɛz]，意为“熔爐峰”）是法屬印度洋火山島留尼旺的火山，位於該島東部留尼汪国家公园內，為世界遺產留尼汪岛的山峰，冰斗和峭壁一部，由熱點形成，因此火山為盾狀，而岩漿較為流質，富含鎂和銥而屬基性。海拔2,632米，頂部有寬8公里的破火山口，最近一次火山噴發在2018年7月13日發生。由於火山噴發威力不大，因此得以成為旅遊景點，每年多達40萬人到訪此火山。

## 外部連結

富爾奈斯火山爆發的動畫圖（1972至2000年）。

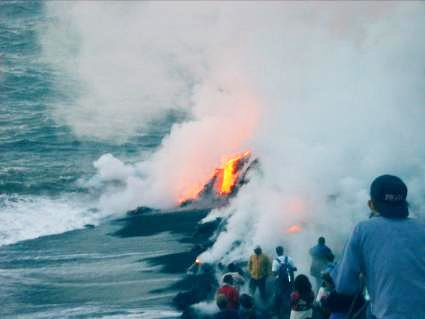
2004年時熔岩流進印度洋

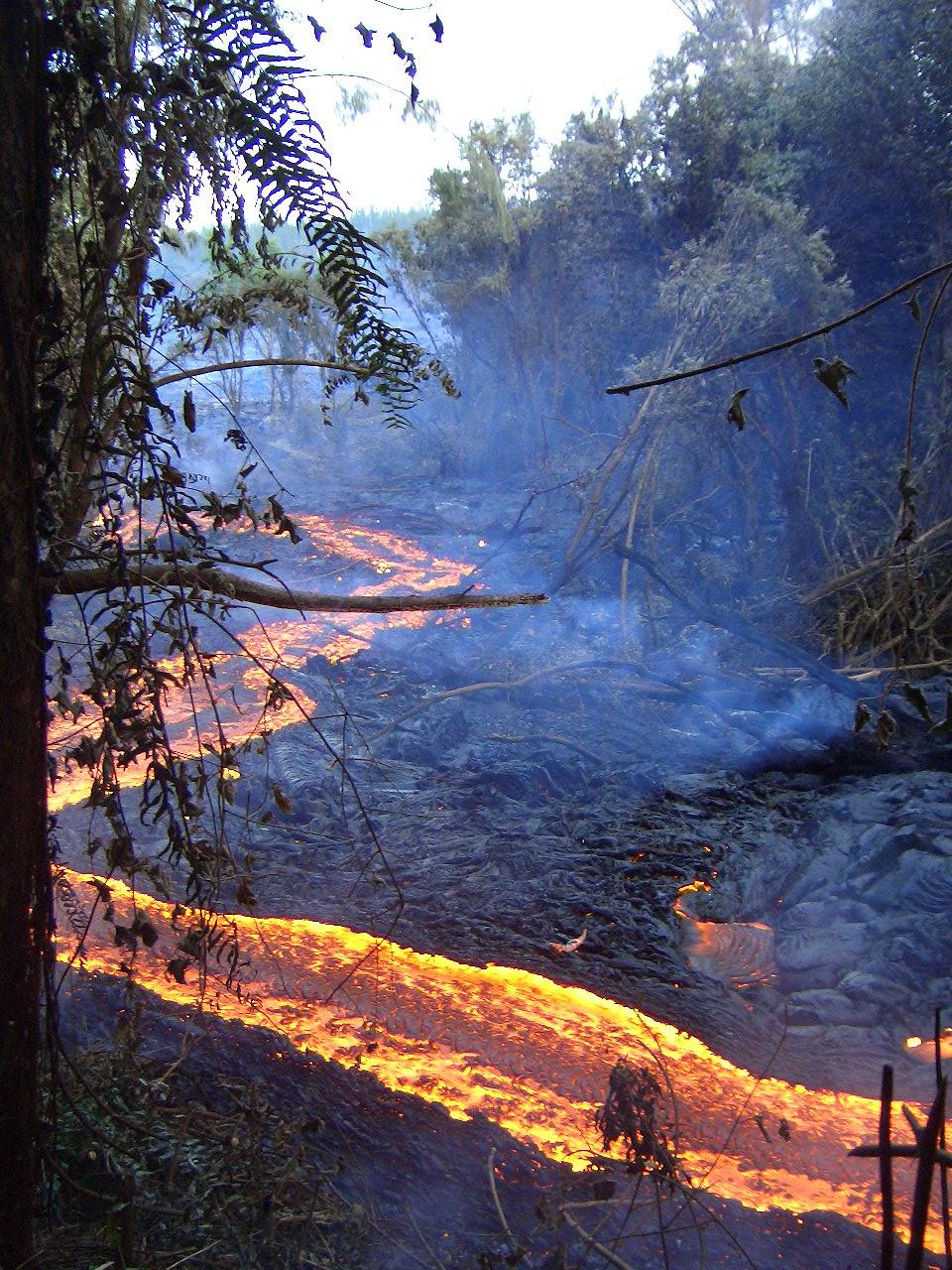
2004年熔岩流

- OVPF (Observatoire Volcanologique du Piton de la Fournaise)
- RIGIC (Réunion Island Geological Information Center)

1. ↑  Active Volcanoes of the Southwest Indian Ocean: Piton de la Fournaise and Karthala, Patrick Bachelery, Springer, 2016 OCLC 928762285